# Stigmidium stygnospilum
Stigmidium stygnospilum är en lavart som först beskrevs av Arthur Minks, och fick sitt nu gällande namn av Rolf Santesson. Stigmidium stygnospilum ingår i släktet Stigmidium, och familjen Mycosphaerellaceae. Arten är reproducerande i Sverige.